# Autry-le-Châtel
Pour les articles homonymes, voir Autry (homonymie) et Chatel.
Autry-le-Châtel est une commune française située dans le département du Loiret en région Centre-Val de Loire.

## Géographie

### Localisation et communes limitrophes

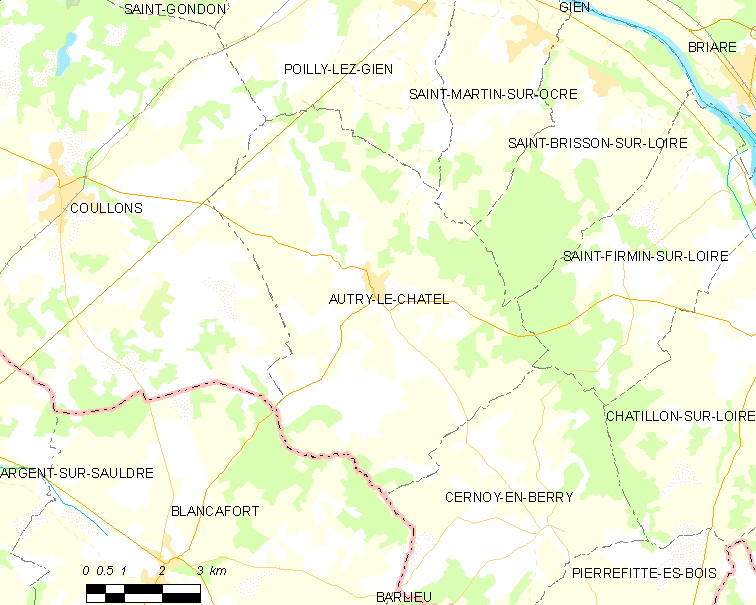
Carte de la commune d'Autry-le-Châtel et des communes limitrophes.

La commune d'Autry-le-Châtel se trouve dans le quadrant sud-est du département du Loiret, dans la région agricole du Berry. À vol d'oiseau, elle se situe à 62,1 km d'Orléans, préfecture du département, à 45,8 km de Montargis, sous-préfecture, et à 11,4 km de Châtillon-sur-Loire, ancien chef-lieu du canton dont dépendait la commune avant mars 2015. La commune fait partie du bassin de vie de Gien dont elle est éloignée de 10,6 km.
Les communes les plus proches sont : Cernoy-en-Berry (7,7 km), Saint-Martin-sur-Ocre (8 km), Saint-Brisson-sur-Loire (8,1 km), Coullons (8,7 km), Poilly-lez-Gien (8,9 km), Blancafort (9,1 km, dans le Cher), Saint-Firmin-sur-Loire (10,2 km), Gien (10,6 km), Briare (11 km) et Châtillon-sur-Loire (11,4 km).
|          | Poilly-lez-Gien   | Saint-Martin-sur-Ocre                          |
| Coullons | Autry-le-Châtel   | Saint-Brisson-sur-Loire Saint-Firmin-sur-Loire |
|          | Blancafort (Cher) | Cernoy-en-Berry                                |

### Lieux-dits et écarts
La Chênaie, Les Planches, la Volinière, les Cœurs, les Boires, les Brosses, le Moulin-Écorcé, la Métairie-des-Bois, le Bardelet, les Ravards, la Chabinnerie, la Grange-Rouge, les Grandes-Vallées, Montferry, la Bergevinerie, la Guilbarderie, la Roche, les Telliers, les Boitiers, les Richoux, la Motte, la Terre-des-Bois, la Bicherie, les Grands Renards, les Petits Renards, la Croix Robin, la Guillonnerie.

### Géologie et relief

#### Géologie
La commune se situe dans le sud du Bassin parisien, le plus grand des trois bassins sédimentaires français. Cette vaste dépression, occupée dans le passé par des mers peu profondes et des lacs, a été comblée, au fur et à mesure que son socle s’affaissait, par des sables et des argiles, issus de l’érosion des reliefs alentours, ainsi que des calcaires d’origine biologique, formant ainsi une succession de couches géologiques.
Les couches affleurantes sur le territoire communal sont constituées de formations superficielles du Quaternaire et de roches sédimentaires datant du Cénozoïque, l'ère géologique la plus récente sur l'échelle des temps géologiques, débutant il y a 66 millions d'années, et du Mésozoïque, anciennement appelé Ère secondaire, qui s'étend de −252,2 à −66,0 Ma. Les plus anciennes sont de la craie blanche à silex remontant à la période Crétacé. Les plus récentes sont des dépôts anthropiques remontant à l’époque Holocène de la période Quaternaire. Le descriptif de ces couches est détaillé dans  la feuille « n°432 - Gien » de la carte géologique au 1/50 000ème du département du Loiret, et sa notice associée.

Carte géologique de la commune.

|  | X :  | dépôts anthropiques                                               |
|  | Fz : | alluvions récentes des lits mineurs, Holocène                     |
|  | FC : | alluvions et colluvions du fond des vallées secondaires, Holocène |

|  | qCS : | colluvions à silex de versant, Quaternaires |
|  | qOE : | Limons et Loess, Quaternaire                |

|  | m3-p1SASo : | sables et argiles de Sologne, Langhien supérieur à Pliocène inférieur |

|  | e4PN : | poudingue de Nemours, Paléocène-Éocène inférieur |

|  | e1-4Rc : | complexe argilo-sableux à silex = argiles à silex, Paléocène-Éocène inférieur |

|  | c2Cr :  | craie blanche à silex, Turonien   |
|  | c1CrM : | craie blanche à silex, Cénomanien |

#### Relief
La superficie cadastrale de la commune publiée par l’Insee, qui sert de références dans toutes les statistiques, est de 50,56 km2,. La superficie géographique, issue de la BD Topo, composante du Référentiel à grande échelle produit par l'IGN, est quant à elle de 50,95 km2. L'altitude du territoire varie entre 141 m et 236 m.

### Hydrographie

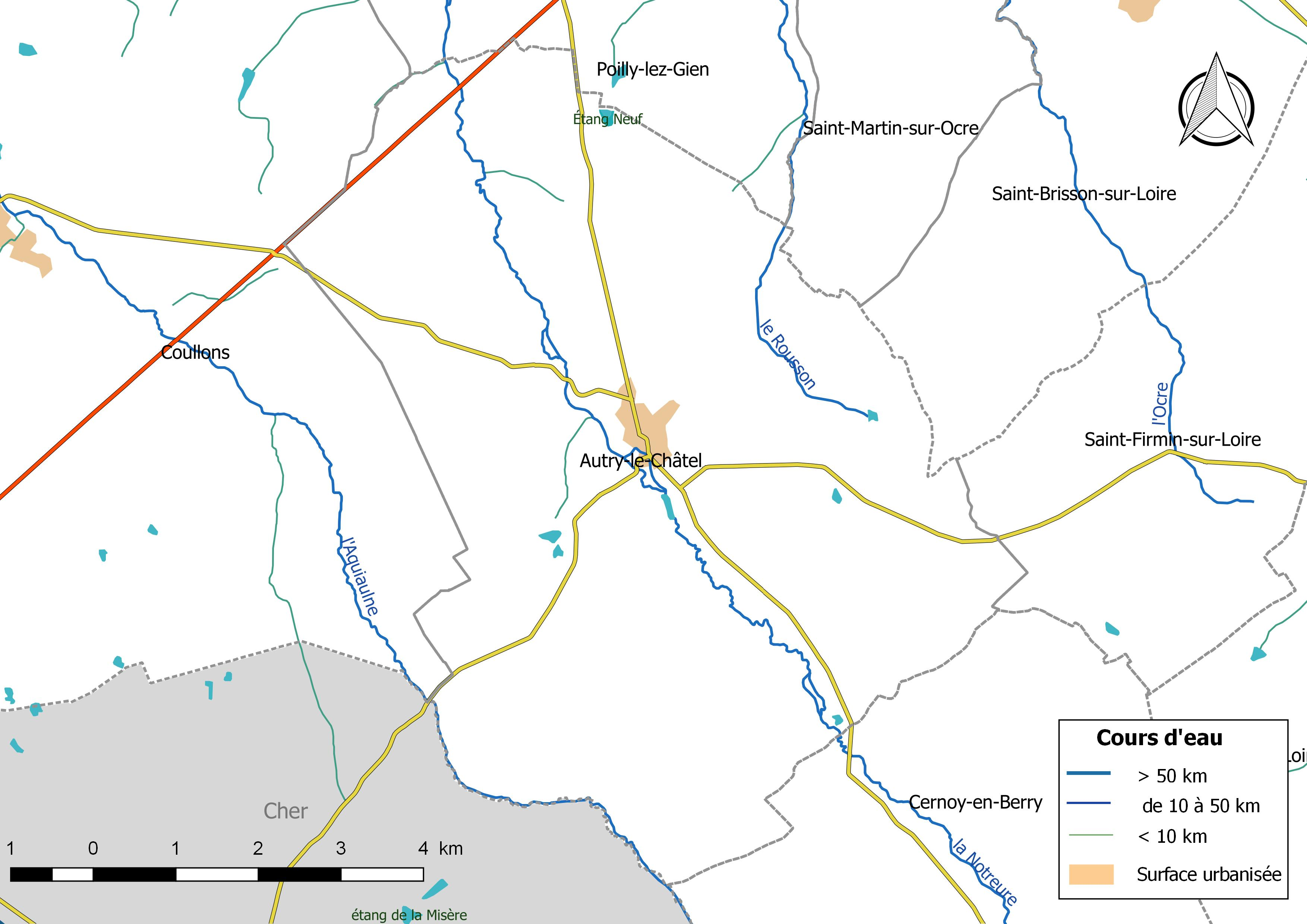
Réseau hydrographique de Autry-le-Châtel.

Le réseau hydrographique communal, d'une longueur totale de 23,89 km, comprend trois cours d'eau notables, la Notreure (11,884 km) et l'Aquiaulne (3,582 km) et le Rousson (3,194 km), et divers petits cours d'eau. Le Notreure, d'une longueur totale de 36,2 km, prend sa source à Sury-ès-Bois dans le Cher et se jette  dans la Loire à Poilly-lez-Gien, après avoir traversé 6 communes. L'Aquiaulne, d'une longueur totale de 30,9 km, prend sa source dans le Cher à Savigny-en-Sancerre, se jette  dans la Loire, après avoir traversé 6 communes. Le Rousson, d'une longueur totale de 12,6 km, prend sa source dans la commune d'Autry-le-Châtel et se jette  dans la Notreure à Poilly-lez-Gien, après avoir traversé 3 communes.
Sur le plan piscicole, ces trois cours d'eau sont classés en première catégorie piscicole. L'espèce biologique dominante est constituée essentiellement de salmonidés (truite, omble chevalier, ombre commun, huchon). Sur le plan écologique, ces trois cours d'eau sont classés dans la liste 1 au titre de l'article L. 214-17 du code de l'environnement sur le Bassin Loire-Bretagne. Ce classement est réservé aux  des cours d'eau qui sont en très bon état écologique, ou identifiés par les SDAGE des eaux comme jouant le rôle de réservoir biologique nécessaire au maintien ou à l'atteinte du bon état écologique des cours d'eau d'un bassin versant, ou dans lesquels une protection complète des poissons migrateurs est nécessaire. Aucune autorisation ou concession ne peut être accordée pour la construction de nouveaux ouvrages s'ils constituent un obstacle à la continuité écologique et le renouvellement de la concession ou de l'autorisation des ouvrages existants est subordonné à des prescriptions permettant de maintenir le très bon état écologique des eaux.

### Climat
Pour des articles plus généraux, voir Climat du Centre-Val de Loire et Climat du Loiret.
En 2010, le climat de la commune est de type climat océanique dégradé des plaines du Centre et du Nord, selon une étude du CNRS s'appuyant sur une série de données couvrant la période 1971-2000. En 2020, Météo-France publie une typologie des climats de la France métropolitaine dans laquelle la commune est exposée à un climat océanique altéré et est dans la région climatique Centre et contreforts nord du Massif Central, caractérisée par un air sec en été et un bon ensoleillement.
Pour la période 1971-2000, la température annuelle moyenne est de 10,6 °C, avec une amplitude thermique annuelle de 15,8 °C. Le cumul annuel moyen de précipitations est de 778 mm, avec 11,5 jours de précipitations en janvier et 7,4 jours en juillet. Pour la période 1991-2020, la température moyenne annuelle observée sur la station météorologique de Météo-France la plus proche, « Vailly », sur la commune de Vailly-sur-Sauldre à 16 km à vol d'oiseau, est de 11,3 °C et le cumul annuel moyen de précipitations est de 792,8 mm,. Pour l'avenir, les paramètres climatiques de la commune estimés pour 2050 selon différents scénarios d'émission de gaz à effet de serre sont consultables sur un site dédié publié par Météo-France en novembre 2022.

### Milieux naturels et biodiversité

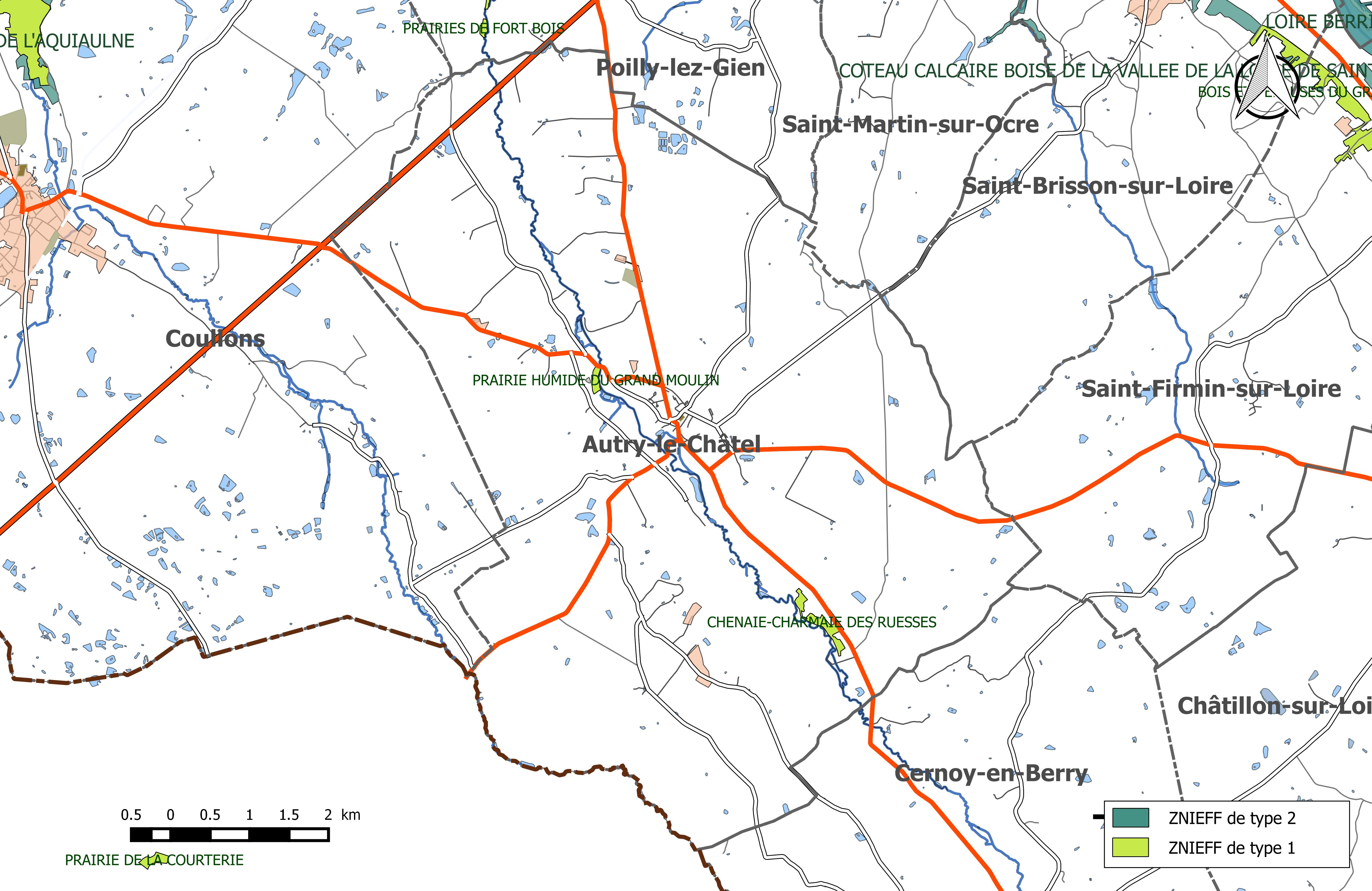
Carte des ZNIEFF de la commune et de ses abords.

L’inventaire des zones naturelles d'intérêt écologique, faunistique et floristique (ZNIEFF) a pour objectif de réaliser une couverture des zones les plus intéressantes sur le plan écologique, essentiellement dans la perspective d’améliorer la connaissance du patrimoine naturel national et de fournir aux différents décideurs un outil d’aide à la prise en compte de l’environnement dans l’aménagement du territoire. Le territoire communal d'Autry-le-Châtel comprend deux ZNIEFF.
La « Chênaie-charmaie des Ruesses », une ZNIEFF de type 1 et de 10 hectares de superficie, est occupée par une Chênaie-charmaie fraiche située sur le versant et en fond de vallon, dans la vallée de la Notreure. Son altitude varie entre 175 et 200 m. Le site abrite de vastes populations de Corydalis solida et Scilla bifolia et les habitats sont en bon état de conservation. Deux espèces animales déterminantes ont également été recensées : le martin-pêcheur d'Europe et la bécasse des bois. De plus, la truite fario (Salmo trutta fario) a été observée dans la Notreure.
La « Prairie humide du Grand moulin », une ZNIEFF de type 1 et de 2,75 hectares de superficie, se trouve au fond de la vallée de la Notreure, à faible distance à l'aval du bourg d'Autry-le-Châtel, près de la RD 5. Son altitude est de 160 m. Cette prairie recèle une population de plusieurs milliers d'individus de Renouée bistorte (Polygonum bistorta), espèce protégée particulièrement rare en région Centre-Val de Loire (moins de dix stations modernes connues).

## Urbanisme

### Typologie
Au 1er janvier 2024, Autry-le-Châtel est catégorisée bourg rural, selon la nouvelle grille communale de densité à sept niveaux définie par l'Insee en 2022.
Elle est située hors unité urbaine. Par ailleurs la commune fait partie de l'aire d'attraction de Gien, dont elle est une commune de la couronne,. Cette aire, qui regroupe 29 communes, est catégorisée dans les aires de moins de 50 000 habitants,.

### Occupation des sols
L'occupation des sols de la commune, telle qu'elle ressort de la base de données européenne d’occupation biophysique des sols Corine Land Cover (CLC), est marquée par l'importance des territoires agricoles (81,5 % en 2018), une proportion sensiblement équivalente à celle de 1990 (81,6 %). La répartition détaillée en 2018 est la suivante : 
terres arables (51,5 %), prairies (26 %), forêts (17,6 %), zones agricoles hétérogènes (3,9 %), zones urbanisées (1 %).
L’évolution de l’occupation des sols de la commune et de ses infrastructures peut être observée sur les différentes représentations cartographiques du territoire : la carte de Cassini (XVIIIe siècle), la carte d'état-major (1820-1866) et les cartes ou photos aériennes de l'IGN pour la période actuelle (1950 à aujourd'hui).

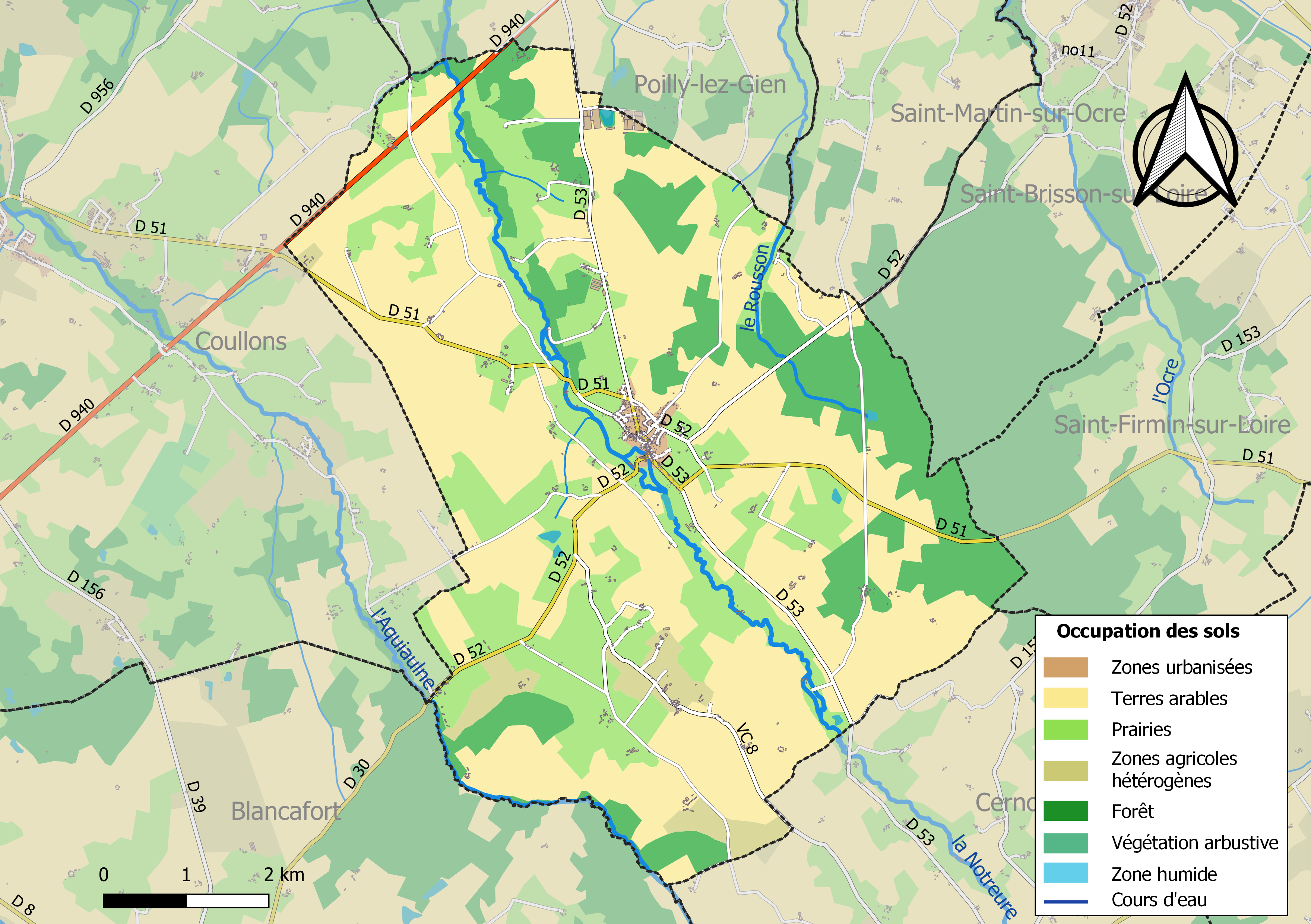
Carte des infrastructures et de l'occupation des sols en 2018 (CLC) de la commune en 2018.
Carte orthophotographique de la commune en 2016.

### Planification

#### SCoT du pays giennois
La loi SRU du 13 décembre 2000 a incité fortement les communes à se regrouper au sein d’un établissement public, pour déterminer les partis d’aménagement de l’espace au sein d’un SCoT, et ce sous peine de ne plus pouvoir ouvrir à l’urbanisation de nouveaux espaces. En effet, dans certaines conditions, en l’absence de SCoT approuvé, les zones naturelles (N) et les zones d’urbanisation future (AU) ne peuvent plus, sauf dérogation, être ouvertes à l’urbanisation. Tel est le principe posé par l’article L.122-2 du Code de l’urbanisme. En application des dispositions de l'article L.122-18 du Code de l'urbanisme, le Schéma Directeur de la Région de Gien approuvé le 16 juillet 1996 avait été maintenu avec valeur de Schéma de Cohérence Territoriale. Le Schéma regroupait les communes de Coullons, Gien, Nevoy, Poilly-lez-Gien, Saint-Brisson-sur-Loire, Saint-Gondon, Saint-Martin-sur-Ocre. En l'absence de délibération de la communauté des communes giennoises, sur son évolution à l'échéance du délai de 10 ans à compter du 13 décembre 2000, ce SCot est devenu caduc à compter du 13 décembre 2010.
En se dotant de la compétence « élaboration, gestion et suivi d’un Schéma de Cohérence Territoriale à l’échelle du Pays du Giennois » par arrêté préfectoral du 11 mars 2010, le Syndicat mixte du Pays du Giennois s'engage en faveur d’un projet global d’aménagement et de développement durable du territoire du pays du Giennois. Le schéma de cohérence territoriale du pays giennois, qui regroupe 31 communes dont Autry-le-Châtel, a ainsi été prescrit le 4 novembre 2010. Le projet de schéma a été arrêté le 30 juin 2015 puis soumis à l'enquête en octobre 2015 et approuvé le 29 mars 2016 et est opposable depuis le 8 avril 2016,.

### Risques naturels et technologiques
La commune d'Autry-le-Châtel est vulnérable à différents aléas naturels : climatiques (hiver exceptionnel ou canicule), mouvements de terrains ou sismique (sismicité très faible). Elle est également exposée à deux risques technologiques : le risque nucléaire et le risque de transport de matières dangereuses
. 
Entre 1989 et 2019, cinq arrêtés ministériels ayant porté reconnaissance de catastrophe naturelle ont été pris pour le territoire de la commune  pour des inondations et coulées de boues.

#### Risques naturels
Le territoire de la commune peut être concerné par un risque d'effondrement de cavités souterraines non connues. Une cartographie départementale de l'inventaire des cavités souterraines et des désordres de surface a été réalisée. Il a été recensé sur la commune plusieurs effondrements de cavités.
Par ailleurs le sol du territoire communal peut faire l'objet de mouvements de terrain liés à la sécheresse. Le phénomène de retrait-gonflement des argiles est la conséquence d'un changement d'humidité des sols argileux. Les argiles sont capables de fixer l'eau disponible mais aussi de la perdre en se rétractant en cas de sécheresse. Ce phénomène peut provoquer des dégâts très importants sur les constructions (fissures, déformations des ouvertures) pouvant rendre inhabitables certains locaux. Celui-ci a particulièrement affecté le Loiret après la canicule de l'été 2003. Une grande partie du territoire de la commune est soumis à un aléa « moyen » face à ce risque, selon l'échelle définie par le Bureau de recherches géologiques et minières (BRGM).
Depuis le 22 octobre 2010, la France dispose d’un nouveau zonage sismique divisant le territoire national en cinq zones de sismicité croissante. La commune, à l’instar de l’ensemble du département,  est concernée par un risque très faible.

#### Risques technologiques
Dans le domaine des risques technologiques, une partie du territoire de la commune peut être concernée par le risque nucléaire. En cas d’accident grave, certaines installations nucléaires sont en effet susceptibles de rejeter dans l’atmosphère de l’iode radioactif. Or la commune se situe partiellement à l'intérieur du périmètre de 20 km du Plan particulier d'intervention de la centrale nucléaire de Belleville. À ce titre les habitants de la commune, comme tous ceux résidant dans le périmètre proche de 20 km de la centrale ont bénéficié, à titre préventif, d'une distribution de comprimés d’iode stable dont l’ingestion avant rejet radioactif permet de pallier les effets sur la thyroïde d’une exposition à de l’iode radioactif. En cas d'incident ou d'accident nucléaire, des consignes de confinement ou d'évacuation peuvent être données et les habitants peuvent être amenés à ingérer, sur ordre du préfet, les comprimés en leur possession.
La commune est concernée par le risque de transport de matières dangereuses, en raison du passage sur son territoire d'itinéraires structurants supportant un fort trafic (la route départementale D940),.

### Voies de communication et transports
Les routes départementales 51, 52, 53 et 252 et la route touristique Jacques-Cœur traversent le territoire de la commune.

## Toponymie
L'actuelle dénomination a été officialisée en 1878. Auparavant, la commune était connue sous la dénomination simple Autry (encore fréquente dans le langage courant).
Les communes anciennement homonymes sont Autry (Ardennes) et Autry-Issards (Allier).

## Histoire
Autry (la-Ville ou le-Châtel) est un fief associé à Cernoy et St-Brisson, possédés par une branche cadette des Sancerre (branche d'Etienne) qui transmet Autry et Cernoy par mariage aux Melun puis aux Husson-Tonnerre. Anne de Husson, fille du comte de Tonnerre Jean de Husson († 1492) et de Jeanne Sanglier, apporte Autry et Cernoy à son mari Antoine de Villeblanche,. Leur fils Pierre de Villeblanche, † 1526, est père d'Edmée de Villeblanche, dame d'Autry et Cernoy, qui épouse Louis (de) Chenu. Leur fille Marie Chenu transmet Cernoy à son mari Richard Le Fort de Villemandeur (2e moitié du XVIe siècle), alors que son frère Charles Chenu conserve Autry. La fille de ce dernier, Suzanne (de) Chenu, le porte à son époux Louis Turpin de Crissé et à leur fils Louis, marié en 1661 à Anne-Marie, sœur de Philippe-Emmanuel et fille de Philippe II de Coulanges (1595-1659) et Marie Le Fèvre d'Ormesson (1606-1654)...
[Ne pas confondre avec Autry-lès-Vierzon à Méreau, qui appartint aux Beauvilliers (avant l'alliance de cette famille avec les Husson-Tonnerre !) puis à leurs descendants membres d'une branche de la Maison d'Estampes : d'où les seigneurs puis marquis d'Autry aux XVIe et XVIIe siècles.]

## Politique et administration

### Découpage territorial

#### Bloc communal: Commune et intercommunalités
La paroisse d'Autry acquiert le statut de municipalité avec le  décret du 12 novembre 1789 de l'Assemblée Nationale puis celui de « commune », au sens de l'administration territoriale actuelle, par le décret de la Convention nationale du 10 brumaire an II (31 octobre 1793). Il faut toutefois attendre la loi du 5 avril 1884 sur l'organisation municipale pour qu'un régime juridique uniforme soit défini pour toutes les communes de France, point de départ de l’affirmation progressive des communes face au pouvoir central.
La commune absorbe l'ancienne commune d'Autry-la-Ville entre 1790 et 1794. Elle prend le nom d'Autry-le-Châtel par décret du 15 mars 1878.
La commune est membre de la communauté de communes du canton de Châtillon-sur-Loire depuis sa création le 29 décembre 1998 jusqu'au 1er janvier 2017, une intercommunalité  issue de la transformation en communauté de communes du SIVOM du canton de Châtillon-sur-Loire, créé en décembre 1971. Le 1er janvier 2017 cette structure fusionne avec la communauté de communes du canton de Briare pour former la communauté de communes du Berry Loire Puisaye.

#### Circonscriptions de rattachement
La loi du 22 décembre 1789 divise le pays en 83 départements découpés chacun en six à neuf districts eux-mêmes découpés en cantons regroupant des communes. Les districts, tout comme les départements, sont le siège d’une administration d’État et constituent à ce titre des circonscriptions administratives. La commune d'Autry est alors incluse dans le canton de Poilly, le district de Gien et le département du Loiret.
La recherche d’un équilibre entre la volonté d’organiser une administration dont les cadres permettent l’exécution et le contrôle des lois d’une part, et la volonté d’accorder une certaine autonomie aux collectivités de base (paroisses, bourgs, villes) d’autre part, s’étale de 1789 à 1838. Les découpages territoriaux évoluent ensuite au gré des réformes visant à décentraliser ou recentraliser l'action de l'État. La régionalisation fonctionnelle des services de l'État (1945-1971) aboutit à la création de régions. L'acte I de la décentralisation de 1982-1983 constitue une étape importante en donnant l'autonomie aux collectivités territoriales, régions, départements et communes. L'acte II intervient en 2003-2006, puis l'acte III en 2012-2015.
Le tableau suivant présente les rattachements, au niveau infra-départemental, de la commune d'Autry-le-Châtel aux différentes circonscriptions administratives et électorales ainsi que l'historique de l'évolution de leurs territoires.
| Circonscription             | Nom                 | Période   | Type                         | Évolution du découpage territorial |
| --------------------------- | ------------------- | --------- | ---------------------------- | --- |
| District                    | Gien                | 1790-1795 | Administrative               | La commune est rattachée au district de Gien de 1790 à 1795,. La Constitution du 5 fructidor an III, appliquée à partir de vendémiaire an IV (1795) supprime les districts, rouages administratifs liés à la Terreur, mais maintient les cantons qui acquièrent dès lors plus d'importance. |
| Canton                      | Poilly              | 1790-1801 | Administrative et électorale | Le 10 février 1790, la municipalité d'Autry est rattachée au canton de Poilly,. Les cantons sont supprimés, en tant que découpage administratif, par une loi du 26 juin 1793, et ne conservent qu'un rôle électoral. Ils permettent l’élection des électeurs du second degré chargés de désigner les députés. Les cantons acquièrent une fonction administrative avec la disparition des districts en 1795. |
| Canton                      | Châtillon-sur-Loire | 1801-2015 | Administrative et électorale | Sous le Consulat, un redécoupage territorial visant à réduire le nombre de justices de paix ramène le nombre de cantons dans le Loiret de 59 à 31. Autry est alors rattachée par arrêté du 9 vendémiaire an X (30 septembre 1801) au canton de Châtillon-sur-Loire, sous le nom d'Autry,. |
| Canton                      | Gien                | 2015-     | Électorale                   | La loi du 17 mai 2013 et ses décrets d'application publiés en février et mars 2014 introduisent un nouveau découpage territorial pour les élections départementales. La commune est alors rattachée au nouveau canton de Gien. Depuis cette réforme, plus aucun service de l'État n'exerce sa compétence sur un territoire s'appuyant sur le nouveau découpage cantonal. Le canton a disparu en tant que circonscription administrative de l'État ; il est désormais uniquement une circonscription électorale dédiée à l'élection d'un binôme de conseillers départementaux siégeant au conseil départemental. |
| Arrondissement              | Gien                | 1801-1926 | Administrative               | Autry est rattachée à l'arrondissement de Gien par arrêté du 9 vendémiaire an X (30 septembre 1801),. |
| Arrondissement              | Montargis           | 1926-     | Administrative               | Sous la Troisième République, en raison d'un endettement considérable et de l'effort nécessaire pour la reconstruction post-Première Guerre mondiale, la France traverse une crise financière. Pour réduire les dépenses de l’État, Raymond Poincaré fait voter plusieurs décrets-lois réformant en profondeur l’administration française : 106 arrondissements sont ainsi supprimés, dont ceux de Gien et de Pithiviers dans le Loiret par décret du 10 septembre 1926. Autry-le-Châtel est ainsi transférée de l'arrondissement de Gien à celui de Montargis,.                                                |
| Circonscription législative | 3e circonscription  | 2010-     | Électorale                   | Lors du découpage législatif de 1986, le nombre de circonscriptions législatives passe dans le Loiret de 4 à 5. Un nouveau redécoupage intervient en 2010 avec la loi du 23 février 2010. En attribuant un siège de député « par tranche » de 125 000 habitants, le nombre de circonscriptions par département varie désormais de 1 à 21,. Dans le Loiret, le nombre de circonscriptions passe de cinq à six. Autry-le-Châtel, initialement rattachée à la quatrième circonscription, est, après 2010, rattachée à la troisième circonscription.                                                                |

#### Collectivités de rattachement
La commune d'Autry-le-Châtel est rattachée au département du Loiret et à la région Centre-Val de Loire, à la fois circonscriptions administratives de l'État et collectivités territoriales.

### Politique et administration municipales

#### Conseil municipal et maire
Depuis les élections municipales de 2014, le conseil municipal  d'Autry-le-Châtel, commune de plus de 1 000 habitants, est élu au scrutin proportionnel de liste à deux tours (sans aucune modification possible de la liste), pour un mandat de six ans renouvelable. Il est composé de 15 membres. L'exécutif communal est constitué par le maire, élu par le conseil municipal parmi ses membres, pour un mandat de six ans, c'est-à-dire pour la durée du mandat du conseil. Jérémy Noël est maire depuis juillet 2020.
| Période                                  | Période  | Identité                    | Étiquette      | Qualité |
| ---------------------------------------- | -------- | --------------------------- | -------------- | --- |
| 1852                                     | 1874     | Pierre d'Alcantara BOISSEAU |                | |
| 1889                                     |          | Gustave Alasseur            | Gauche radical | ingénieur des travaux publics Sénateur du Loiret (1900-1906) Député du Loiret (1893-1900 ; 1910-1916) Conseiller général du canton de Châtillon-sur-Loire (1892-1916) |
| 1971                                     | 1983     | Marcel Legras               | DVG            | Conseiller général du canton de Châtillon-sur-Loire (1967-1979) |
| 1983                                     | 1989     |                             |                | |
| 1989                                     | 2020     | Jacques Girault             | DVG            | proviseur Conseiller général du canton de Châtillon-sur-Loire (1994-2011)                                                                                             |
| 2020                                     | En cours | Jérémy Noël                 |                | |
| Les données manquantes sont à compléter. |          |                             |                | |

## Équipements et services

### Gestion de l'eau

#### Eau potable
Le service public d’eau potable est une compétence obligatoire des communes depuis l’adoption de la loi du 30 décembre 2006 sur l’eau et les milieux aquatiques. Au 31 décembre 2016, la production et la distribution de l'eau potable sur le territoire communal sont assurées par le  la commune elle-même.
La loi NOTRe du 7 août 2015 prévoit que le transfert des compétences « eau et assainissement » vers les communautés de communes sera obligatoire à compter du 1er janvier 2020. Le transfert d’une compétence entraîne  de  facto  la  mise  à disposition  gratuite  de  plein droit des biens, équipements et services publics utilisés, à la date du transfert, pour l'exercice de ces compétences et la substitution de la communauté dans les droits et obligations des communes,.

#### Eaux usées
La compétence assainissement, qui recouvre obligatoirement la collecte, le transport et l’épuration des eaux usées, l’élimination des boues produites, ainsi que le contrôle des raccordements aux réseaux publics de collecte, est assurée également par la commune. La commune est raccordée à une station d'épuration située sur le territoire communal mise en service le 13 juillet 2012 et dont la capacité nominale de traitement est de  850 EH, soit 202 m3/jour. Cet équipement utilise un procédé d'épuration biologique dit « à boues activées ». Son exploitation est assurée par Lyonnaise des Eaux.

### Gestion des déchets
En  2016, la commune est membre du syndicat mixte de collecte et de traitement des ordures ménagères des cantons de Gien, Châtillon Coligny, Briare et Châtillon-sur-Loire (SMICTOM). Celui-ci assure la collecte et le traitement des ordures ménagères résiduelles en porte à porte, des emballages ménagers recyclables, des encombrants et du verre en points d’apport volontaire. Un réseau de sept déchèteries accueille les encombrants et autres déchets spécifiques (déchets verts, déchets dangereux, gravats, ferraille, cartons…). La déchèterie la plus proche est située sur la commune de Poilly-lez-Gien,. L'élimination et la valorisation énergétique des déchets ménagers et de ceux issus de la collecte sélective sont effectuées par le SYCTOM de Gien-Châteauneuf-sur-Loire qui comprend un centre de transfert de déchets ménagers et un centre de stockage de déchets ultimes (CSDU) de classe II à Saint-Aignan-des-Gués ainsi qu'une usine d’incinération des ordures ménagères à Gien-Arrabloy.
Depuis le 1er janvier 2017, la « gestion des déchets ménagers » ne fait plus partie des compétences de la commune mais est une compétence obligatoire de la communauté de communes du Berry Loire Puisaye en application de la loi NOTRe du 7 août 2015.

## Population et société

### Démographie
Les habitants sont nommés les Castelautryens>.
L'évolution du nombre d'habitants est connue à travers les recensements de la population effectués dans la commune depuis 1793. Pour les communes de moins de 10 000 habitants, une enquête de recensement portant sur toute la population est réalisée tous les cinq ans, les populations de référence des années intermédiaires étant quant à elles estimées par interpolation ou extrapolation. Pour la commune, le premier recensement exhaustif entrant dans le cadre du nouveau dispositif a été réalisé en 2006.
En 2022, la commune comptait 858 habitants, en évolution de −10,44 % par rapport à 2016 (Loiret : +1,89 %, France hors Mayotte : +2,11 %).
| 1793  | 1800 | 1806 | 1821  | 1831  | 1836  | 1841  | 1846  | 1851  |
| ----- | ---- | ---- | ----- | ----- | ----- | ----- | ----- | ----- |
| 1 200 | 860  | 895  | 1 270 | 1 225 | 1 364 | 1 354 | 1 391 | 1 552 |

| 1856  | 1861  | 1866  | 1872  | 1876  | 1881  | 1886  | 1891  | 1896  |
| ----- | ----- | ----- | ----- | ----- | ----- | ----- | ----- | ----- |
| 1 514 | 1 528 | 1 537 | 1 525 | 1 545 | 1 622 | 1 605 | 1 666 | 1 592 |

| 1901  | 1906  | 1911  | 1921  | 1926  | 1931  | 1936  | 1946  | 1954 |
| ----- | ----- | ----- | ----- | ----- | ----- | ----- | ----- | ---- |
| 1 606 | 1 577 | 1 520 | 1 300 | 1 237 | 1 162 | 1 070 | 1 096 | 959  |

| 1962 | 1968 | 1975 | 1982 | 1990 | 1999  | 2006  | 2011  | 2016 |
| ---- | ---- | ---- | ---- | ---- | ----- | ----- | ----- | ---- |
| 879  | 853  | 835  | 937  | 919  | 1 015 | 1 050 | 1 014 | 958  |

| 2021 | 2022 | - | - | - | - | - | - | - |
| ---- | ---- | - | - | - | - | - | - | - |
| 894  | 858  | - | - | - | - | - | - | - |

### Enseignement
Autry-le-Châtel se situe dans l'Académie d'Orléans-Tours (Zone B) et dans la circonscription de Gien.
L'école primaire accueille les élèves de la commune.

## Économie
Sur l'emplacement d'une ancienne pépinière de Loire Semence au lieu-dit l'Étang des Bruyères ont lieu des productions de semences hybrides de légumes dirigés par l'entreprise américaine spécialisée dans les biotechnologies végétales, Monsanto : essentiellement des tomates, des poivrons et des concombres. Il s'agit de graines hybrides et non issues d'une quelconque modification génétique.

## Culture locale et patrimoine

### Lieux et monuments
- Les vestiges du Vieux château datant du XIIe siècle ;
- Le Petit château[94] datant de la fin du XVe siècle, partiellement classé monument historique le 6 janvier 1971[93] ;
- L’église Saint-Étienne du XIXe siècle dont le porche porte l'inscription « Liberté, Égalité, Fraternité », devise de la République française ;
- Un lavoir ;
- La forêt de Saint-Brisson ;
- La vallée de la Notre-Heure et ses moulins à aubes ;
- L’étang des Coudreaux.

Patrimoine d'Autry-le-Châtel
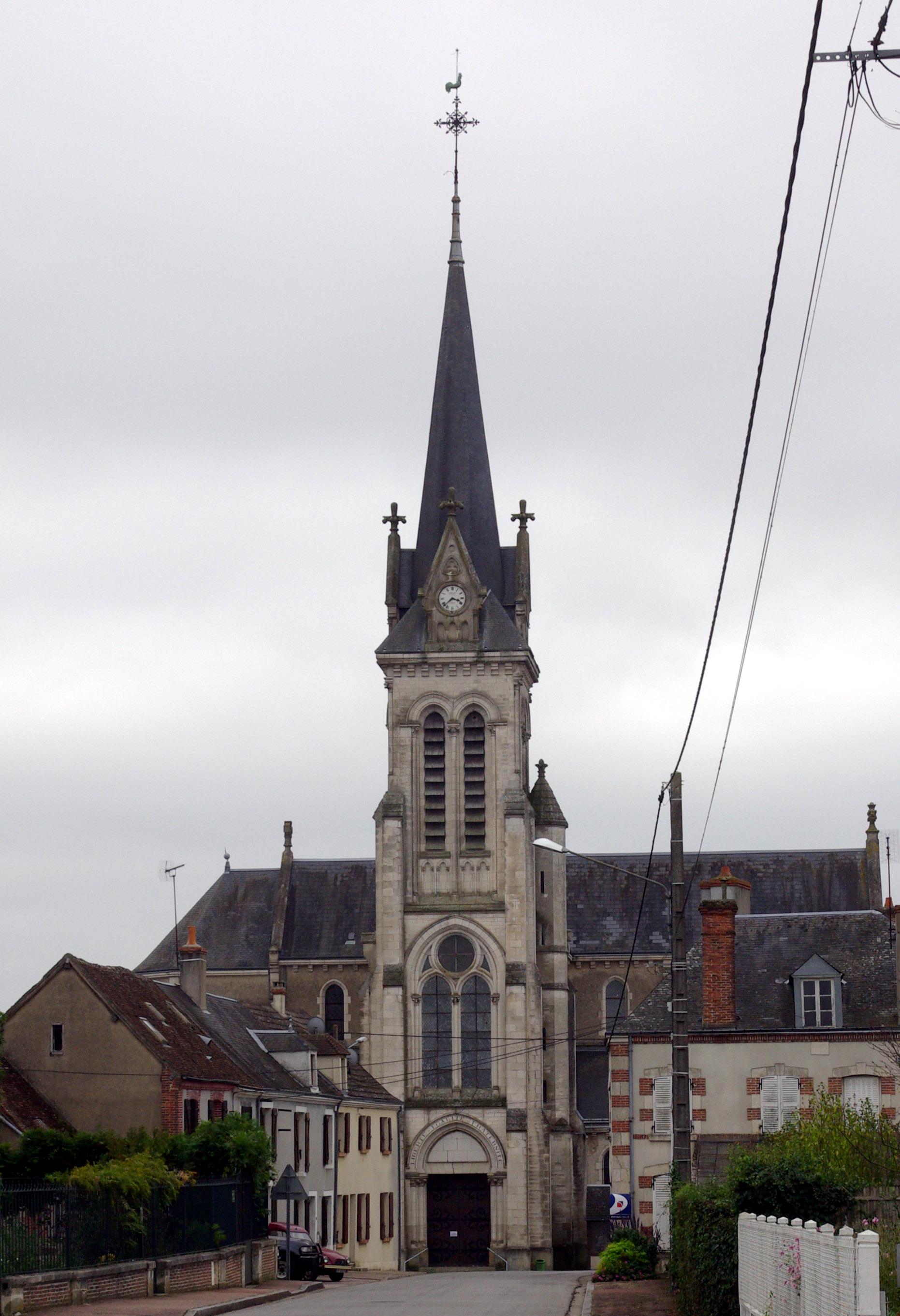
L'église Saint-Étienne.
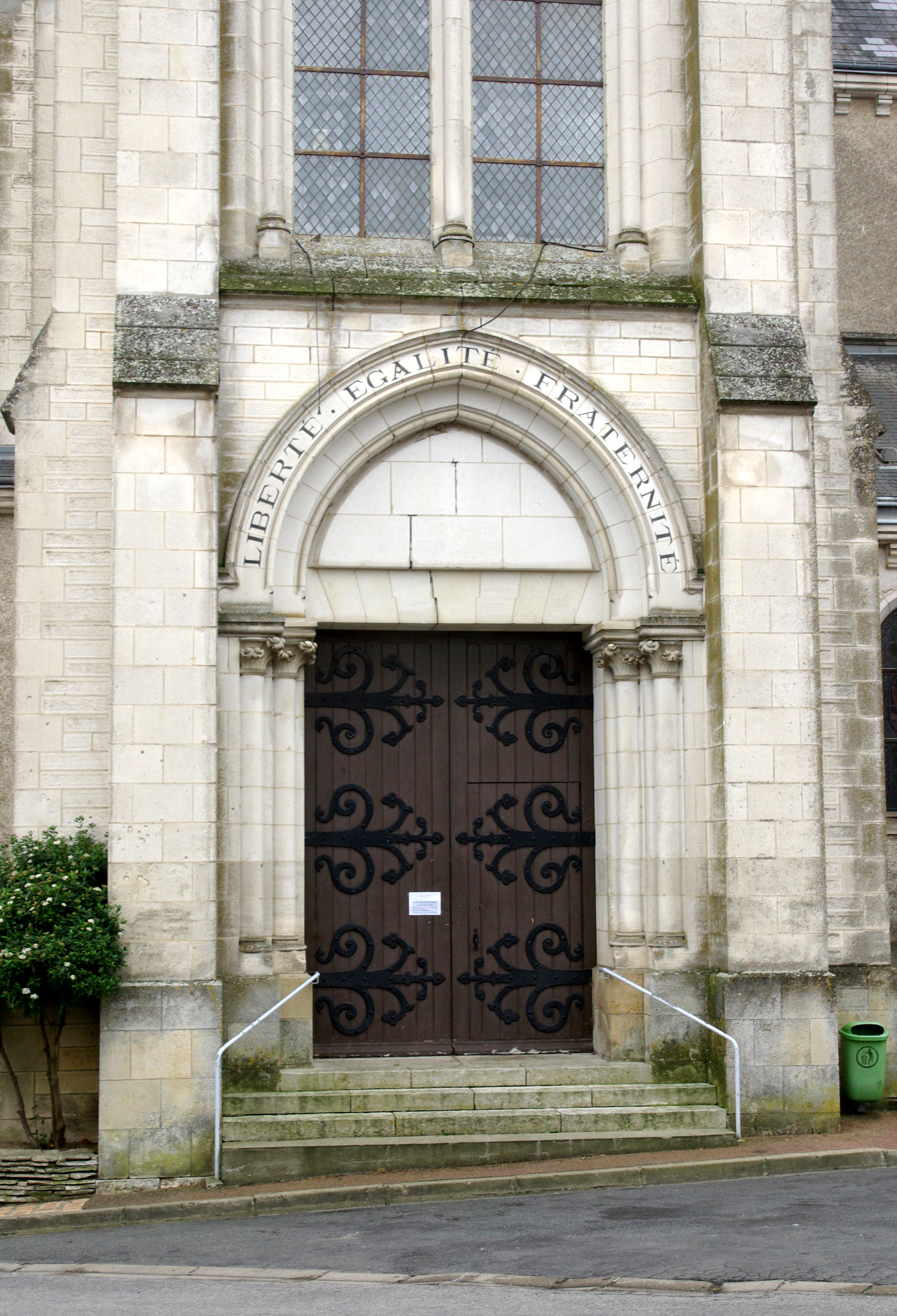
La devise de la République.
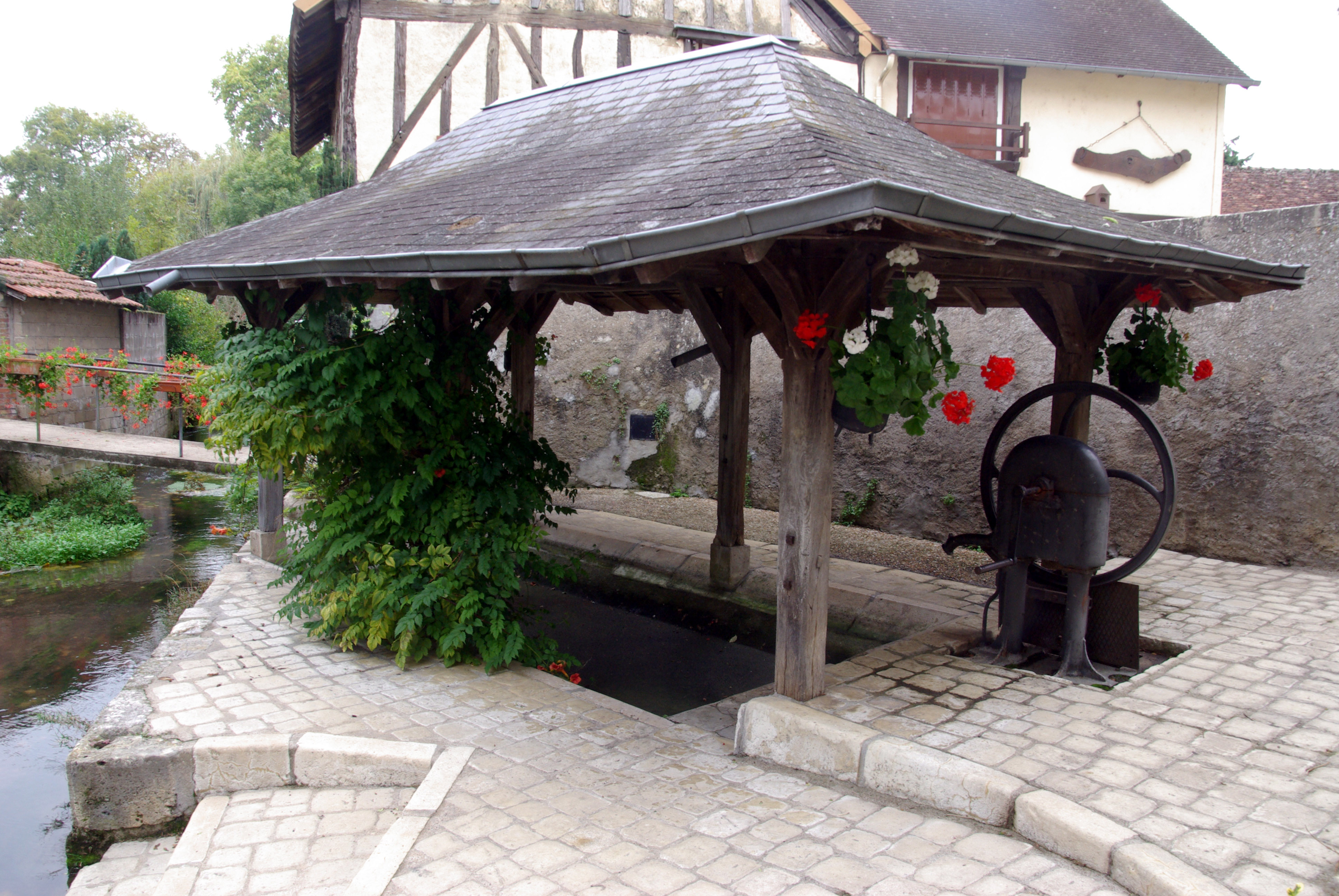
Le lavoir.
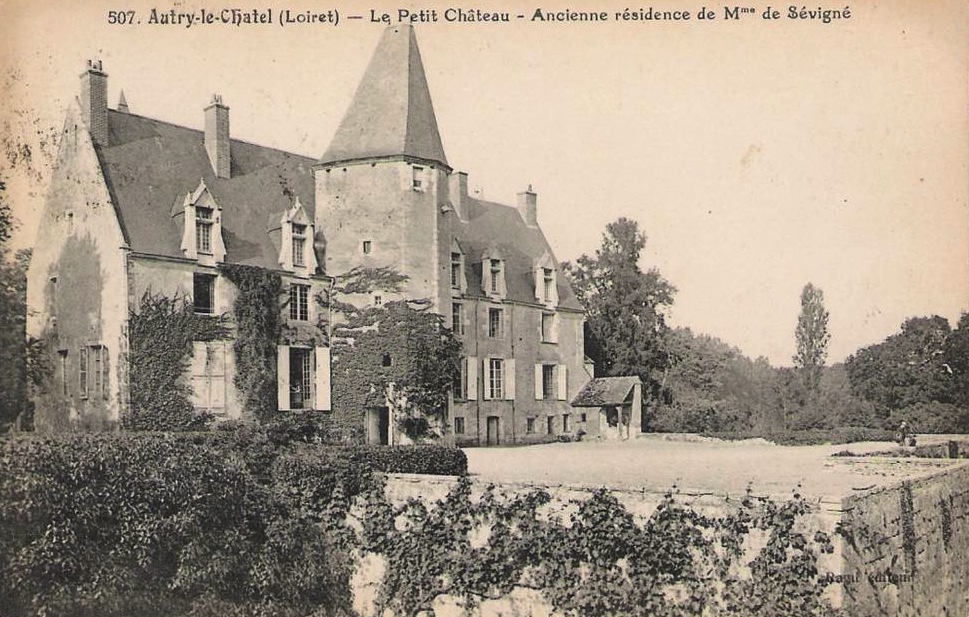
Le Petit château.

### Patrimoine agricole et gastronomique

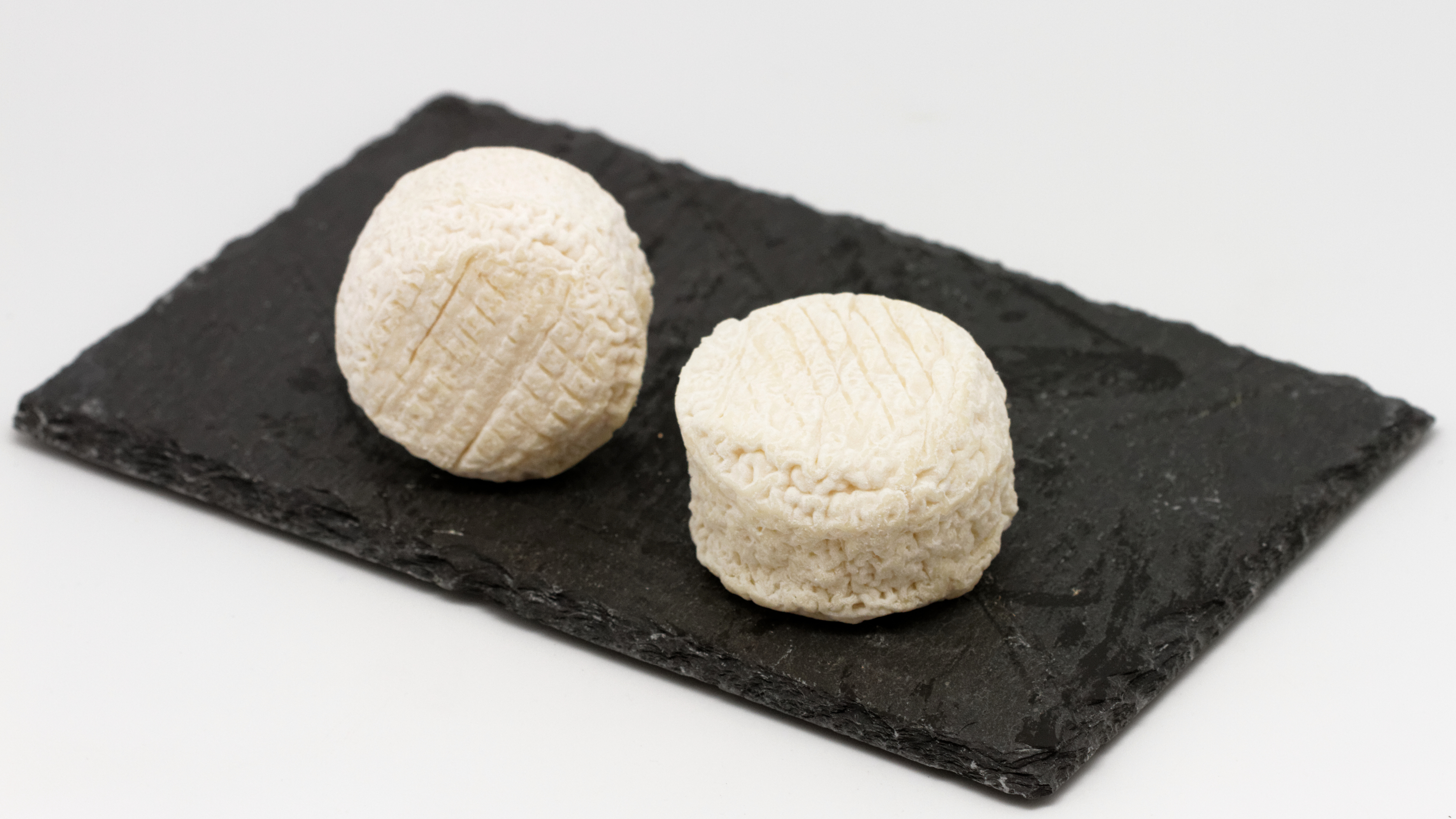
Crottin de Chavignol.

La commune d'Autry-le-Châtel est située dans l'aire de l'appellation d'origine protégée (AOP) ou appellation d'origine contrôlée (AOC) du Crottin de Chavignol, un fromage au lait cru fabriqué à base de lait de chèvre entier, à pâte molle à croûte fleurie, de forme cylindrique très légèrement bombé à la périphérie.
Le territoire d’Autry-le-Châtel est également intégré aux aires de productions de 24 produits bénéficiant d'une indication géographique protégée (IGP) : volailles du Berry, volailles de l’Orléanais, vins du Val de Loire, de l'Allier, du Cher, du Loir-et-Cher, de l'Indre, du Pays de Retz et primeur.

### Personnalités liées à la commune
- Madame de Sévigné (1626-1686) venait parfois à Autry-le-Chatel voir sa cousine, la comtesse de Sanzei[97].
- Gustave Alasseur (1843-1916), député et sénateur du Loiret, né et mort à Autry-le-Châtel.
- Marcelle Fauvart-Bastoul (1859-1922), espérantiste française, y est née.
- Pierre Anceleu [pseud. de Raymond Ragu] (1902-1995), poète et chansonnier berrichon, né et mort à Autry-le-Châtel.
- Pierre Boulle (1912-1994), romancier, avait une maison de campagne au Moulin-aux-Nains.

### Culture
Bibliothèque Pierre-Boulle, du nom de l'écrivain (auteur du Pont de la rivière Kwaï et de La Planète des singes) qui vécut sur la commune au lieu-dit Le Moulin-aux-Nains.

### Manifestations culturelles et festivités
- Le Tiercé des cochons, le troisième dimanche de juin ;
- Une course cycliste, le troisième dimanche d'août.

### Héraldique
| Blason de Autry-le-Châtel | Blason  | D'argent au chevron de gueules accompagné, en pointe, d'un lion du même, au chef bastillé d'azur chargé de deux étoiles d'or. |
| Blason de Autry-le-Châtel | Détails | |